# Georgia Fowler
Georgia Fowler (Auckland, 17 giugno 1992) è una supermodella neozelandese nota per aver sfilato nel Victoria's Secret Fashion Show nel 2016, 2017 e 2018.
Nel 2018 è stata anche la presentatrice della prima stagione di Project Runway New Zealand.

## Primi anni di vita
Georgia Fowler (IPA:/ dʒɔ.dʒə faʊla /) è nata ad Auckland in Nuova Zelanda dal golfista australiano Peter Fowler e Kim Fowler. Lei e sua sorella Kate hanno frequentato la scuola privata Diocesan School for Girls.

## Carriera da modella
Georgia è stata scoperta all'età di 12 anni e inizialmente è stata rappresentata da un'agenzia di modelle di Auckland. Quattro anni dopo ha firmato con la IMG Models e si è trasferita a New York City.
Georgia è conosciuta soprattutto per aver sfilato nel Victoria's Secret Fashion Show dal 2016 al 2018.  Georgia partecipa regolarmente ai servizi fotografici del marchio e ha affermato che Victoria's Secret era il suo obiettivo e che aveva lavorato per 5 anni per raggiungerlo. Ha lavorato anche per Miu Miu, DKNY, Prada e altre linee di moda. Georgia ha sfilato per Chanel e per Yeezy, il marchio di Kanye West. È apparsa su riviste come Vogue Girl Korea, ha lavorato per marchi come Banana Republic e H&M ed è stata per tre volte sulla copertina di Harper's Bazaar Australia.
Georgia ha partecipato al videoclip della canzone It Ain't Me di Kygo e Selena Gomez.
Nel 2018 Georgia è stata protagonista della Mercedes-Benz Fashion Week in Australia e ha condotto l'Australian Fashion Laureate Award insieme ad Ash Williams.
Dal 2018 models.com l'ha inserita nella lista delle "Money Girl".
Nel 2017 e nel 2018 Georgia è apparsa su riviste come Marie Claire Australia, Vogue, The File, W e Harper's Bazaar per condividere il suo regime di fitness e bellezza.
Alla fine del 2018 Georgia è stata la conduttrice della versione neozelandese dello show televisivo Project Runway.

## Vita privata
Dal 2018 Georgia ha una relazione con il ristoratore australiano Nathan Dalah. Nell'Aprile del 2021 i due hanno annunciato di essere in attesa del loro primo figlio. Il 17 Settembre 2021 è nata la figlia Dylan Aman Dalah.